# 本村健太郎
本村 健太郎（もとむら けんたろう、1966年（昭和41年）12月17日 - ）は、日本の弁護士・俳優・タレント。所属は東京弁護士会（登録番号：23235）、芸能活動は浅井企画。身長は163cm、血液型はAB型。

## 来歴・人物
佐賀県佐賀市出身。久留米大学附設中学校・高等学校、東京大学法学部卒業。
高校在学中は演劇に打ち込み、舞台『十二人の怒れる男』で全国高等学校演劇大会優秀賞を受賞する。大学入学後の1985年からは、「劇団麦の会 演技研究所」で、監督の山本邦彦から演劇レッスンを受ける。同年、テレビドラマ『イッキ!イッキ!東大へ』の準主役オーディションに合格、俳優デビューする。演劇活動と並行して勉学にも励み、1990年司法試験に合格、翌1991年に大学を卒業し、その後司法修習を経て、1993年弁護士登録。
1997年、「本村法律事務所」を設立。現在は「東京赤坂法律事務所」に所属し、企業法務を数多くこなす。また、複数のテレビドラマに出演すると同時に、弁護士としてドラマの法律監修を担当するなど、俳優業と弁護士業を両立している。
俳優としての代表作に『法医学教室の事件ファイル』（2時間ドラマ版）の永岡洋一郎があり、1995年の第2作から2017年の第43作まで22年に渡り出演していた。同作では「実験君」と呼ばれており、被害者の状況を再現する際、身の危険が及ぶような実験の被験者になることが定番となっていた。
2007年7月より日本テレビ系バラエティ番組『行列のできる法律相談所』に、参議院議員となった丸山和也の代役として出演。2008年1月からは大阪府知事（当時）となった橋下徹の後任としてレギュラー出演。ただ、その後は同番組がゲストのトークが中心となるなど番組のスタイルが変わっていったこともあって出演頻度が減り、2024年11月10日放送分で同番組6年ぶり、番組タイトルが現在の『行列のできる相談所』となってからは初めてとなる久々の出演を果たした。

## エピソード
- 『行列のできる法律相談所』出演の際、当時の司会者であった島田紳助から「山崎邦正に似てる」と言われたことをきっかけに、山崎のものまねをすることが増え、それ以降はジャンルを問わず様々な番組に出演するようになった。また、山崎本人とも同番組で2回共演している（2007年9月16日と2008年1月13日）。最近では『名探偵コナン』の主人公、江戸川コナンなどのまねも披露するようになっている。また、まねを行う時には眼鏡を使い分けている（なお、本村の眼鏡は伊達眼鏡であり、普段は眼鏡をかけない）。
- 柔道黒帯の有段者である。
- 2013年、世界遺産検定マイスターに認定された。
- 2009年、石垣島で行われたトライアスロン大会に出場し、完走したが、2009年8月2日放送で「本村がカメラが回っていない時は軽快に走り、カメラが回ると疲れた様子をわざとする」猿芝居が発覚した[4]。
- 超タイムショックSPでは、第4回（2009年1月）と第15回（2012年4月）の優勝者であり、歴代の出演者では最多出場の12回の出演をしている。

## 出演

### 映画
- バルトの楽園（2006年、東映）
- 憐れみムマシカ（2010年、ジェリーフィッシュフィルム）
- 映画　怪物くん（2011年、東宝） - 怪物大王のお供・ドラキュラ 役
- 逆転裁判（2012年、東宝） - 井外弁護士 役
- さよならドビュッシー（2013年、東京テアトル） - 弁護士 役
- ピーチガール（2017年、松竹）
- あのコの、トリコ。（2018年、ショウゲート）

### テレビドラマ
- 月曜ワイド劇場「イッキ!イッキ!東大へ」（1985年12月2日、テレビ朝日） - 大木正雄 役
- 木曜ゴールデンドラマ「明日をください」（1987年3月26日、読売テレビ） - 北見勇 役
- 土曜ワイド劇場（テレビ朝日）
  - 「女ひとり暮らし連続殺人」（1993年6月19日） - 真犯人 役
  - 「法医学教室の事件ファイル」第1 - 41作（1994年 - 2015年） - 永岡洋一郎 役・法律監修兼任（第2作まではゲスト扱いで、第1作での役名は山田である）
  - 「車椅子の弁護士水島威」（1996年7月13日、国際放映） - 田中実 役
  - 「新・女弁護士 朝吹里矢子」シリーズ
    - 第4作（1996年10月19日）
    - 第6作・幼い目撃者（1999年3月13日） - 近藤実 役

  - 「警視庁女性捜査班2」（2000年11月11日、国際放映） - 氏家淳一 役
  - 「西村京太郎トラベルミステリー 山形新幹線つばさの女 東京〜山形殺人ルート」（2002年1月5日） - 早見浩 役
  - 「第一級殺人弁護」シリーズ（大映テレビ）
    - 第1作・鑑定証拠（2002年6月8日） - 寺田進 役
    - 第2作・被害者の妻と加害者の妻が争うビデオの秘密（2003年6月28日） - 遠井一郎 役
    - 第3作・下着トリックの謎（2005年3月19日） - 馬さん 役

  - 「松本清張没後10周年記念 黒の奔流」（2002年9月28日） - 瀬川 役
  - 「五十億を相続する女」（2003年9月6日） - 佐竹誠治 役
- 土曜ワイド劇場（朝日放送）
  - 「広域警察2」（2011年5月21日、国際放映） - ガソリンスタンド店員 役
- 土曜プライム・土曜ワイド劇場（テレビ朝日）
  - 「法医学教室の事件ファイル」第42作（2016年） - 永岡洋一郎 役・法律監修兼任
- ミステリースペシャル（テレビ朝日）
  - 「法医学教室の事件ファイル」第43作（2017年） - 永岡洋一郎 役・法律監修兼任
- 金曜エンタテイメント（フジテレビ）
  - 「検察捜査」（1995年5月19日） - 司法修習生 役
  - 「ニュースキャスター小室苑子」（1995年） - ニュースキャスター 役
- はるちゃん（1996年、東海テレビ） - 小向実 役
- 大河ドラマ
  - 「徳川慶喜」（1998年、NHK） - 塩田三郎 役
  - 「べらぼう〜蔦重栄華乃夢噺〜」 - （2025年、NHK） - 芝居小屋の座元 役
- 月曜ミステリー劇場（TBS）
  - 「新・女借金取りが行く」（2004年） - 奈良橋刑事 役
  - 「検察審査会」（2005年11月21日） - 長谷川健 役
- 水曜プレミア 特別企画「つぐない」（2004年6月30日、TBS）法律監修兼任
- 女医・優〜青空クリニック〜（2004年、東海テレビ） - 杉沢 役
- 弁護士のくず 第11話「働く妻vs専業主夫」（2006年6月22日、TBS） - 岡島敬一郎 役・法律監修兼任
- 月曜ゴールデン（TBS）
  - 「黙秘」（2006年8月14日） - 浜田検事 役
  - 「離婚妻探偵」（2006年11月27日）
  - 「弁護士 一之瀬凛子」シリーズ（2008年・第1作、2010年・第2作）
- 1リットルの涙特別編〜追憶〜（2007年4月5日、フジテレビ）
- 金曜プレステージ（フジテレビ）
  - 「法の庭」（2007年8月17日）
  - 「津軽海峡ミステリー航路」（2008年2月29日）
- 土曜ミッドナイトドラマ「コインロッカー物語」（2008年、テレビ朝日） - 梅原浩一、常連の客、サラリーマン、中年男 役
- Cafe吉祥寺で（2008年、テレビ東京） - 岩浅源太郎 役
- ひるドラ「おちゃべり」 第8話（2009年3月11日、毎日放送） - 矢吹正人 役
- 霧に棲む悪魔（2011年、東海テレビ・国際放映） - 鹿野良夫 役
- 蝶々さん（2011年、NHK） - ミスター甚八 役
- モメる門には福きたる（2013年、東海テレビ） - 藤島車輪 役・法律監修兼任
- 連続ドラマW「罪人の嘘」（2014年、WOWOW）
- 潜入捜査アイドル・刑事ダンス 第5話「OAになっておどろこう」（2016年11月6日、テレビ東京） - 須山 役
- キャバすか学園 第4・5話（2016年、日本テレビ） - 松宮 役
- 私の愛した家康さま（2017年、名古屋テレビ） - 裁判長 役
- 悦ちゃん～昭和駄目パパ恋物語～（2017年、NHK） - 北条大八 役
- 月曜名作劇場 「十津川警部シリーズ3」（2017年、TBS） - 本村健太郎（本人） 役
- さくらの親子丼（2017年、東海テレビ） ‐ 編集長 役
- イノセント・デイズ（2018年、WOWOW）
- ドロ刑（2018年、日本テレビ） ‐ 阿川義一 役
- 悪魔の弁護人・御子柴礼司 〜贖罪の奏鳴曲〜（2019年・2020年、東海テレビ） - 宝来兼人 役

### 携帯ドラマ
- 革命ステーション5＋25（2009年、LISMO Video）

### テレビショッピング
- サントリーTVショッピング 峰竜太の発見!魚パワー健康特捜隊（普段の仕事の一部にも密着した様子が放送された）

### バラエティ
- 行列のできる法律相談所→行列のできる相談所（2002年 -2025年 、日本テレビ）
- ネプリーグ（フジテレビ）
  - 2008年2月25日 インテリチーム
  - 2012年4月30日 東大チーム
  - 2012年10月1日 東大チーム
  - 2016年2月22日 東大・京大チーム
  - 2016年7月25日 東大OBチーム
  - 2017年2月13日 東大チーム
  - 2018年6月11日 弁護士チーム
  - 2018年11月5日 東大男子チーム
- たかじんのそこまで言って委員会→そこまで言って委員会NP（読売テレビ）
- 秘密のケンミンSHOW（読売テレビ）
- 人生が変わる1分間の深イイ話（日本テレビ）
- 全国一斉!日本人テスト（フジテレビ）
- 熱血!平成教育学院（フジテレビ）
- 水バラ ローカル路線バス乗り継ぎ対決旅 鬼ごっこ４（2021年、テレビ東京）

### 情報番組
- スッキリ!!（日本テレビ） - 木曜コメンテーター ※隔週出演
- ドデスカ!（名古屋テレビ） - 火曜コメンテーター
- かんさい情報ネットten.（読売テレビ） - 準レギュラー ※主に月曜日出演
- 情報ライブ ミヤネ屋（読売テレビ） - 不定期出演

### CM
- 三鷹賃貸センター
- アコム
- JAバンク佐賀 冬にさがつくばいキャンペーン2008（2008年）
- 眼鏡市場（メガ割編）

### ゲーム
- 行列のできる法律相談所（ニンテンドーDSソフト、バンダイレーベル）

### PV
- 鴉「蒼き日々」（2012年）

### その他の出演
- 本村健太郎の消費者トラブル防止教室（サガテレビ）
- 趣味どきっ!「開け!世界遺産」（2015年12月 - 2016年1月、NHK Eテレ・全9回） - 旅の案内人